# Лу, Одри
Одри Лу (англ. Audrey Lu; род. 30 августа 2002, Даллас) — американская фигуристка, выступающая в парном катании. В паре с Мишей Митрофановым становилась чемпионкой четырёх континентов (2022), бронзовым призёром чемпионата США (2022), бронзовым призёром Гран-при США (2020) и чемпионкой США среди юниоров (2018).

## Карьера
Лу родилась 30 августа 2002 году в Далласе, штат Техас, в семье китайских переселенцев. Её китайское имя — Лу Яо. В 2020 году окончила плейновскую Академию Спринг-Крик в качестве второго лучшего воспитанника курса. Занимается активизмом и волонтёрством, имеет ряд премий и наград за успехи в учёбе и спорте. Преуспевает в изучении новых языков. Увлекается рисованием, пением и игрой на фортепиано. Встала на коньки в 2007 году. На начальном этапе карьеры была одиночницей, участвовала в доюниорских чемпионатах США (2015, 2016).
Тренировалась у супругов Ольги Ганичевой и Алексея Летова, выходцев из СССР. В 2016 году тренеры предложили Лу перейти в парное катание, по причине подходящих физических параметров и хорошего исполнения прыжков. Одри образовала спортивную пару с Мишей Митрофановым, который катался в той же группе, и к тому моменту уже имел опыт выступлений в парной дисциплине.
Первым международным стартом пары стал этап юниорского Гран-при Чехии в 2016 году, где финишировали двенадцатыми. Но оставшийся отрезок сезона дуэт пропустил, поскольку Митрофанов травмировал плечо, неудачно поймав Одри на тренировке. Он перенёс операцию и восстанавливался шесть месяцев. Лу в этот период тренировалась самостоятельно, а парные элементы выполняла с тренером.
После возвращения Митрофанов на лёд, они «начали с нуля». В 2018 году завоевали золото юниорского чемпионата США, опередив конкурентов более чем на семнадцать баллов. В ранге чемпионов страны дуэт отправился на чемпионат мира среди юниоров, расположившись там на пятом месте. Во второй половине 2018 года Лу и Митрофанов достигли необходимого возраста для участия во взрослых соревнованиях.
В первый взрослый сезон они выступили на двух Гран-при и двух Челленджерах. В рамках турнира U.S. Classic стали серебряными призёрами. В 2020 году Лу и Митрофанов завершили Гран-при США на третьей строчке. В течение того же сезона получили оловянную медаль чемпионата США, вручаемую за четвёртое место.

## Стиль катания
По оценке автора издания Наш Техас, стабильно выполняемые тройные прыжки являются сильной чертой пары. Один из наставников Ольга Ганичева отмечала, что ролевой моделью для её учеников являются советские олимпийские чемпионы Екатерина Гордеева и Сергей Гриньков. Лу и Митрофанов имеют идентичные физические параметры, пропорции роста и веса, как у советской спортивной пары. Ганичева стремится привить подопечным такой же балетный стиль катания, стабильность и качество в исполнении технических элементов, что было характерно для выступлений Гордеевой и Гринькова.

## Результаты
| Соревнования                | 16/17         | 17/18         | 18/19         | 19/20         | 20/21         | 21/22         |
| Международные               | Международные | Международные | Международные | Международные | Международные | Международные |
| --------------------------- | ------------- | ------------- | ------------- | ------------- | ------------- | ------------- |
| Четыре континента           |               |               |               |               |               | 1             |
| Гран-при США                |               |               |               |               | 3             |               |
| Гран-при России             |               |               |               | 8             |               | 4             |
| Гран-при Японии             |               |               | 7             |               |               | 5             |
| Гран-при Франции            |               |               | 6             |               |               |               |
| Золотой конёк Загреба       |               |               |               |               |               | 1             |
| Cranberry Cup               |               |               |               |               |               | 6             |
| Challenge Cup               |               |               |               | 2             |               |               |
| U.S. Classic                |               |               | 2             | 5             |               |               |
| Nebelhorn Trophy            |               |               | 5             |               |               |               |
| Международные среди юниоров |               |               |               |               |               |               |
| Чемпионат мира              |               | 5             |               |               |               |               |
| Гран-при Белоруссии         |               | 5             |               |               |               |               |
| Гран-при Польши             |               | 5             |               |               |               |               |
| Гран-при Чехии              | 12            |               |               |               |               |               |
| Национальные                |               |               |               |               |               |               |
| Чемпионат США               |               |               | 6             | 6             | 4             | 3             |
| ЧСША среди юниоров          |               | 1             |               |               |               |               |